# Sigrid Hedman
Sigrid Elisabeth Hedman, född Norman, född 26 april 1855 i Klara församling i Stockholm, död 28 februari 1922 i Solna församling i Stockholms län, var en av de fem medlemmarna i gruppen De Fem, en spiritualistisk grupp som grundades 1896 och upplöstes 1907.

## Biografi
Sigrid Hedman var medlem i Edelweissförbundet från ett tidigt skede.
År 1900 publicerade hon en artikel i tidskriften " Efteråt? : tidskrift för spiritism och därmed beslägtade ämnen", vilken fungerade som ett samlande organ för den svenska spiritualismen. I artikeln tog hon spiritualismen och mediumskapet i försvar, och poängterade den ansträngning det innebar för ett medium att få kontakt med högre väsen.  
Sigrid Hedman gick med i Teosofiska Samfundets Stockholmsloge år 1904. Hennes äldste son, Folke, blev medlem redan 1902, och hennes yngsta dotter Kerstin 1911.
Sigrid Hedman var född Norman, och gift med grosshandlaren Ernst Hedman (1853–1938). De fick fem barn, födda mellan åren 1884 och 1889. Makarna Hedman är begravda på Norra begravningsplatsen utanför Stockholm.

## Gruppen de fem
I gruppen De Fem var de övriga fyra medlemmarna Hilma af Klint, Anna Cassel, Cornelia Cederberg och Mathilda Nilsson (som också var Cornelia Cederbergs syster). De mottog meddelanden genom en psykograf (ett instrument för inspelning av meddelanden från andar) eller ett transmedium.
Sigrid Hedman fungerade som medium i gruppen De Fem, det var främst hon som upptog meddelanden från andarna.
Under deras spiritualistiska sammankomster kom de i kontakt med andliga ledare, som lovade att hjälpa gruppens medlemmar i sin andliga träning. Andarna som kommunicerade med de fyra kvinnorna var främst Gregor, Georg, Clemens, Ananda och Amaliel. Dylika andliga ledare är återkommande i andlig litteratur och spiritualistiska rörelser från denna tid. Genom de andliga ledarna inspirerades gruppen till automatisk skrift och tecknande, en teknik som inte var ovanlig vid den tiden och som surrealisterna använde sig av tio år senare (se automatism).
I en serie skiss- och anteckningsböcker beskrivs seanserna. De innehåller religiösa scener och symboler i teckningar utförda kollektivt av medlemmarna i gruppen. Deras ritningsteknik utvecklades till att abstrakta motiv framträdde.
Gruppen De Fem upplöstes 1907. Flera av medlemmarna i gruppen övergick då till att samarbeta med Hilma af Klint, och Anna Cassel, för framställandet av Målningarna till Templet.